# Eugène Bridoux
Eugène Marie Louis Bridoux (Doulon, 24 giugno 1888 – Madrid, 6 giugno 1955) è stato un generale francese, combattente della prima guerra mondiale durante il periodo interbellico fu insegnante presso il Centre des Hautes Études Militaire e comandante della prestigiosa Scuola di cavalleria di Saumur.
Dopo lo scoppio della seconda guerra mondiale assunse il comando della 41ª Divisione di fanteria alla testa della quale prese parte alla battaglia di Francia. Catturato dai tedeschi il 17 giugno 1940, fu liberato nel marzo 1941 per intercessione di Fernand de Brinon e, dopo aver aderito al governo di Vichy, fu nominato dapprima Segretario generale della legazione a Parigi e successivamente Segretario di stato per la guerra, in sostituzione dell'ammiraglio François Darlan. A partire dal 26 marzo 1943 assunse l'incarico di Sottosegretario di Stato alla Difesa, che ricoprì fino al 20 agosto 1944. 
Riparato in Austria, venne catturato dalle truppe americane nel maggio 1945 e trasferito sotto scorta in Francia, dove fu rinchiuso dapprima presso il forte di Montrouge e poi presso l'Ospedale militare Val de Grace di Parigi, da dove evase il 6 giugno 1947 per raggiungere la Spagna, dove ottenne asilo politico dal generalissimo Francisco Franco. Considerato apertamente filotedesco e antisemita per aver favorito la deportazione in Germania dei cittadini francesi di religione ebraica, accusato di collaborazionismo con l'occupante, fu condannato a morte in contumacia e alla degradazione militare dall'Alta corte di giustizia francese il 18 dicembre 1948.

## Biografia
Nacque a Doulon (dipartimento della Loira Atlantica), il 24 giugno 1888, figlio di Marie Joseph Eugène Bridoux, un ufficiale dell’esercito francese. Dopo aver ottenuto il Baccalauréat entrò nella École spéciale militaire de Saint-Cyr (Promotion du Centenaire) nel 1905, uscendone con il grado di sottotenente assegnato all’arma di cavalleria. Capitano presso il 224º Reggimento fanteria, durante la prima guerra mondiale fu in forza al 119º Reggimento fanteria. Dopo la fine del conflitto fu assegnato a Saumur tra il 1920 e il 1922, frequentò l’Ecole Supérieure de guerre (1922-1924), comandante la Sezione della cavalleria presso l'Accademia militare di Saint-Cyr (1925–1928), comandante della sezione tecnica della cavalleria prosso il Ministero della guerra (1928–1935), Capo di stato maggiore presso l'Ispettorato della cavalleria.
Promosso colonnello il 25 marzo 1934 assunse il comando del 2º Reggimento ussari di stanza a Tarbes, che mantenne fino al 6 novembre 1936. Insegnante al Centre des Hautes Études Militaire fino al 21 maggio 1938, il 15 settembre dello stesso anno divenne comandante della Scuola di cavalleria di Saumur, e il 30 dello stesso mese fu promosso generale di brigata. 
Nel gennaio 1939 partecipò personalmente al concorso ippico di Berlino, al termine del quale ricevette la felicitazioni del cancelliere Adolf Hitler.
Lo scoppio della seconda guerra mondiale, il 2 settembre 1939 fu posto al comando della 41ª Divisione di fanteria, una unità considerata di livello A. In forza al XVIII Corpo d'armata della 2ª Armata, la sua unità prese parte alla battaglia di Francia, e dopo la sconfitta fu circondata, ed egli venne catturato, ferito, in data 17 giugno 1940.
Prigioniero di guerra presso l'ospedale militare Val de Grace di Parigi, fu rilasciato il 18 marzo 1941 su richiesta di Fernand de Brinon, delegato generale del governo di Vichy per i territori occupati. Il 20 marzo fu nominato Segretario generale della legazione a Parigi, dove si incontrò con numerosi esponenti tedeschi, e il 23 dicembre dello stesso anno fu promosso generale di divisione.
Liberato nel febbraio 1942, il 18 aprile fu nominato Segretario di stato per la guerra nel gabinetto di Pierre Laval, succedendo al generale Charles Huntziger morto in un incidente aereo nella carica di comandante dell'Armée de l'armistice. L’assunzione di questo incarico fu vista favorevolmente dall’ambasciatore tedesco Otto Abetz perché è fermamente convinto della politica di collaborazione e offre la garanzia necessaria per eliminare i nuclei di resistenza gollisti nell'esercito, in particolare presso il Deuxième Bureau.
Nel corso dello stesso anno accompagnò il Maresciallo Philippe Pétain in un viaggio nel Limosino, dove assistette alla sfilata dell'Armée de l'Armistice e degli allievi delle scuole militari presso il campo di addestramento di La Courtine, nel Creuse. Su sua iniziativa, e consiglio di Jacques Benoist-Méchin, nel settembre 1942 lanciò la costituzione della Légion des volontaires francais contre le bolchévisme, destinata ad assorbire i soldati congedati dall’esercito e mandarli a combattere sul fronte orientale.
Promosso generale di corpo d'armata, nel mese di novembre dello stesso anno, quando le truppe tedesche invasero la zona libera, egli annullò l’ordine di resistenza lanciato dal generale Jean Édouard Verneau. Prese parte alla deportazione dei cittadini di religione ebraica, sollevando dal proprio incarico il generale Pierre Robert de Saint-Vincent che si era rifiutato di mettere un battaglione della gendarmeria a disposizione dell’intendente di polizia Marchais per procedere alla deportazione di 650 ebrei dalla zona sud verso il nord della Francia. 
Ricoprì l'incarico di Sottosegretario di stato alla guerra fino al 25 marzo 1943, perché il giorno successivo assunse quello di Sottosegretario di Stato per la Difesa nazionale. Nel luglio successivo creò il 1er Régiment de France. Queste iniziative si rivelarono fallimentari, le autorità tedesche ne diffidarono nonostante suo figlio Eugène Jean si fosse arruolato con il grado di Sturmbannführer nella 33. Waffen-Grenadier-Division der SS "Charlemagne", assumendo il comando del 2º Reggimento granatieri.
Con l’inizio delle operazioni di liberazione della Francia nel giugno 1944, nell’agosto seguente si trasferì a Sigmaringen insieme a Pétain et Laval, e a un gran numero di collaboratori. Partecipò alle attività della Commissione governativa di Sigmaringen costituita dal governo di Vichy in esilio, con l’incarico di Commissario ai prigionieri di guerra francesi. Non esercitò mai tale funzione all’interno di questo governo fittizio, ed apparve raramente in pubblico. Nel maggio 1945 fu catturato dalle truppe americane in Austria e riportato in Francia sotto scorta, dove venne internato nel forte di Montrouge. Ricoverato all'ospedale militare Val-de-Grâce a Parigi per alcuni problemi di salute, da lì evase il 6 giugno 1947 e si rifugiò in Spagna sotto la protezione del generalissimo Francisco Franco. Si spense a Madrid il 6 giugno 1955.
Era stato condannato a morte e alla degradazione militare per collaborazionismo con l’occupante nazista dall’Alta corte di giustizia il 18 dicembre 1948.
I suoi archivi personali sono conservati presso gli Archivi nazionali della Biblioteca nazionale di Francia, sotto la sigla 486AP, e comprendono Souvenirs de Vichy, un giornale da lui tenuto che va dal 18 aprile 1942 al 15 aprile 1944.

### Annotazioni
1. ↑  André Diethelm fu il primo Ministro della guerra della Quarta Repubblica francese.
2. ↑  A Berlino ebbe incontri con l’ex cancelliere Von Papen, il principe Federico Guglielmo di Prussia, e con numerosi generale tedeschi, per lo più appartenenti alla cavalleria. Qui conobbe Fernand de Brinon che nel 1935 aveva costituito il comitato di amicizia franco-tedesca.
3. ↑  Fu il solo generale francese che non venne deportato in Germania come prigioniero di guerra.
4. ↑  Fernand de Brinon aveva sostituito in tale carica il generale Benoît Léon de Fornel de La Laurencie.
5. ↑  Tra cui il colonnello Hans Speidel e il generale Otto von Stülpnagel.
6. ↑  Il generale Maxime Weygand arrivò a definire la sostituzione di de Saint-Vincent come una "vergogna della Francia".
7. ↑  Forte di tre squadroni di cavalleria montata su cavalli o biciclette, era stato costituito prevalentemente per le operazioni contro la Resistenza francese. Durante le fasi del Massacro di Argenton-sur-Creuse perpetrato dai soldati tedeschi contro la popolazione, dieci soldati del reggimento insieme a Henri Rognon agirono da patrioti, opponendosi ai tedeschi con le armi in pugno. Il Premier régiment de France finira per fondersi con le Forces françaises de l'intérieur.
8. ↑  Sposato con la signora Jeanne Suzanne Troupeau, la coppia ebbe anche un altro figlio, Victor Marie René Bridoux (1913-2009), capitano di cavalleria, aiutante maggiore del 3º Battaglione del 1° Régiment de France (1943-1944), poi DRH dei Chantiers de l'Atlantique di Saint-Nazaire.
9. ↑  Nato nel 1911, si suicidò nel 1945 dopo essere stato catturato dagli americani in Baviera.
10. ↑  Tra il 18 aprile 1942 e il 15 aprile 1944 il generale Bridoux annotò giornalmente i principali fatti del giorno, e tali note venivano trascritte dalla sua segretaria Mademe Bouvier. Questi diario giornaliero costituì la principale prova a suo carico durante il processo celebrato in contumacia.

### Fonti
1. 1 2 3 4 5  Jean Paul Lefebvre-Filleau, Gilles Perrault, Ces Français qui ont collaboré avec le IIIe Reich, Groupe Élidia. Éditions du Rocher, Monaco, 2017.
2. 1 2 3 4 5 6 7 8 9 10 11  Generals.
3. 1 2  Chauvy 2010, p. 660.
4. 1 2  Laurent 2009, p. 217.
5. ↑  Chauvy 2010, pp. 659-661.
6. ↑  Gilbert 2004, p. 256.
7. ↑  Rousso 1999, p. 126.
8. 1 2 3 4  Cointet 2014, p. 432.
9. ↑  Archives nationales.